# Psychotria sanluisensis
Psychotria sanluisensis är en måreväxtart som beskrevs av Julian Alfred Steyermark. Psychotria sanluisensis ingår i släktet Psychotria och familjen måreväxter. Inga underarter finns listade i Catalogue of Life.